# Lotus mascaensis
Lotus mascaensis är en ärtväxtart som beskrevs av Burchard. Lotus mascaensis ingår i släktet käringtänder, och familjen ärtväxter. Inga underarter finns listade i Catalogue of Life.